# Copa Libertadores Femenina 2018
La Copa Libertadores Femenina 2018 es la décima edición de la Copa Libertadores Femenina, el mayor campeonato de clubes femeninos en Sudamérica organizado por la Conmebol. El campeón fue el Atlético Huila de Colombia, que logró su primer título en este torneo.

## Equipos
Al mantenerse el mismo formato de años anteriores, la competición tiene 12 equipos: los campeones de las 10 asociaciones que conforman la CONMEBOL, el campeón de la edición anterior, y un equipo adicional del país anfitrión.
El sorteo de esta edición estaba en un inicio programada para el 3 de noviembre, pero la CONMEBOL informó que se llevaría a cabo el 7 de noviembre de 2018 a las 19 (hora de Brasil) en el Palco de Honor del Gobernador en la Arena Amazonas.

## Equipos participantes
| País                             | Equipo                | Vía de clasificación                                                                          |
| -------------------------------- | --------------------- | --------------------------------------------------------------------------------------------- |
| Argentina 1 cupo                 | UAI Urquiza           | Campeón del Torneo argentino 2017-18                                                          |
| Bolivia 1 cupo                   | Deportivo ITA         | Campeón de Torneo Boliviano 2018                                                              |
| Brasil 2 cupos + campeón vigente | Audax Santos Iranduba | Campeón de la Copa Libertadores Femenina 2017 Campeón del Campeonato Brasileño 2017 Anfitrión |
| Chile 1 cupo                     | Colo-Colo             | Campeón del Apertura 2017 y Clausura 2017                                                     |
| Colombia 1 cupo                  | Atlético Huila        | Campeón de la Liga Profesional de Colombia 2018                                               |
| Ecuador 1 cupo                   | Unión Española        | Campeón del Campeonato Ecuatoriano 2017-18                                                    |
| Paraguay 1 cupo                  | Cerro Porteño         | Campeón del Campeonato Paraguayo 2017                                                         |
| Perú 1 cupo                      | JC Sport Girls        | Campeón del Campeonato Peruano 2017                                                           |
| Uruguay 1 cupo                   | Peñarol               | Campeón del Campeonato Uruguayo 2017                                                          |
| Venezuela 1 cupo                 | Flor de Patria FC     | Campeón del Torneo Apertura Superliga Femenina de Fútbol (Venezuela) 2018                     |

## Sedes
| Manaus                              | Manaus                                   |
| ----------------------------------- | ---------------------------------------- |
| Arena da Amazônia Capacidad: 50 000 | Estadio Ismael Benigno Capacidad: 10 000 |
|                                     |                                          |

## Sorteo
El sorteo de los grupos se llevó a cabo el 8 de noviembre de 2018 en Palco de Honor del Arena Amazonas en Manaos.

## Fase de grupos

### Grupo A
| Equipo         | Pts. | PJ | PG | PE | PP | GF | GC | Dif. |
| -------------- | ---- | -- | -- | -- | -- | -- | -- | ---- |
| Atlético Huila | 6    | 3  | 2  | 0  | 1  | 6  | 2  | 4    |
| Audax          | 6    | 3  | 2  | 0  | 1  | 5  | 1  | 4    |
| Unión Española | 3    | 3  | 1  | 0  | 2  | 2  | 5  | −3   |
| Peñarol        | 3    | 3  | 1  | 0  | 2  | 2  | 7  | −5   |

| 19 de noviembre de 2018, 18:00 | Audax | 0:1 (0:1) | Unión Española      | Estadio Ismael Benigno, Manaus |                        |
|                                |       | Reporte   | Nicole Charcopa 76' | Árbitra: Dione Rissios         | Árbitra: Dione Rissios |

| 19 de noviembre de 2018, 20:30 | Atlético Huila                                                | 3:0 (1:0) | Peñarol | Estadio Ismael Benigno, Manaus |                          |
|                                | Aldana Cometti 5' · Eliana Stabile 71' · Fabiana Vallejos 86' | Reporte   |         | Árbitra: Yercinia Correa       | Árbitra: Yercinia Correa |

| 22 de noviembre de 2018, 18:00 | Audax     | 1:0 (1:0) | Atlético Huila | Arena da Amazônia, Manaus |                         |
|                                | Camila 2' | Reporte   |                | Árbitra: Zulma Quiñónez   | Árbitra: Zulma Quiñónez |

| 22 de noviembre de 2018, 20:30 | Unión Española | 0:2 (0:1) | Peñarol                              | Arena da Amazônia, Manaus            |                                      |
|                                |                | Reporte   | Lorena Graña 29' · Mayra Casal 90+2' | Árbitra: Regildênia de Holanda Moura | Árbitra: Regildênia de Holanda Moura |

| 25 de noviembre de 2018, 18:00 | Peñarol | 0:4 (0:3) | Audax                                                          | Estadio Roberto Simonsen, Manaus |                         |
|                                |         | Reporte   | Kerolin 37' · Renata 38' · Victória 45+3' · Maressa 84' (pen.) | Árbitra: Estela Álvarez          | Árbitra: Estela Álvarez |

| 25 de noviembre de 2018, 20:30 | Unión Española       | 1:3 (0:0) | Atlético Huila                                             | Estadio Roberto Simonsen, Manaus |                         |
|                                | Ingrid Rodríguez 61' | Reporte   | Eliana Stabile 53' · Yoreli Rincón 77' · Ysaura Viso 90+2' | Árbitra: Adriana Farfán          | Árbitra: Adriana Farfán |

### Grupo B
| Equipo         | Pts. | PJ | PG | PE | PP | GF | GC | Dif. |
| -------------- | ---- | -- | -- | -- | -- | -- | -- | ---- |
| Santos         | 9    | 3  | 3  | 0  | 0  | 13 | 1  | 12   |
| Colo-Colo      | 6    | 3  | 2  | 0  | 1  | 10 | 6  | 4    |
| JC Sport Girls | 3    | 3  | 1  | 0  | 2  | 3  | 10 | −7   |
| Deportivo ITA  | 0    | 3  | 0  | 0  | 3  | 4  | 13 | −9   |

| 20 de noviembre de 2018, 18:00 | Colo-Colo            | 1:4 (0:2) | Santos                                               | Estadio Ismael Benigno, Manaus |                         |
|                                | Yessenia Huenteo 53' | Reporte   | María 15' · Alanna 45+1' · Sandrinha 46' · Brena 90' | Árbitra: Estela Álvarez        | Árbitra: Estela Álvarez |

| 20 de noviembre de 2018, 20:30 | JC Sport Girls                                                | 3:2 (1:2) | Deportivo ITA          | Estadio Ismael Benigno, Manaus |                      |
|                                | Sandra Arévalo 26' · Mayrene Coronel 66' · Gladys Dorador 79' | Reporte   | Maite Zamorano 17' 41' | Árbitra: Silvia Ríos           | Árbitra: Silvia Ríos |

| 23 de noviembre de 2018, 18:00 | Colo-Colo                                                                                | 5:0 (4:0) | JC Sport Girls | Estadio Ismael Benigno, Manaus |                         |
|                                | Karla Torres 23' 55' · Rosario Balmaceda 25' · Nubiluz Rangel 33' · Yessenia Huenteo 44' | Reporte   |                | Árbitra: Yeimy Martínez        | Árbitra: Yeimy Martínez |

| 23 de noviembre de 2018, 20:30 | Santos                                                              | 6:0 (3:0) | Deportivo ITA | Estadio Ismael Benigno, Manaus |                         |
|                                | Juliete 16' · Alanna 23' · María 45+1' · Brena 70' 71' · Camila 86' | Reporte   |               | Árbitra: Susana Corella        | Árbitra: Susana Corella |

| 26 de noviembre de 2018, 18:00 | Deportivo ITA          | 2:4 (1:2) | Colo-Colo                                                                      | Estadio Roberto Simonsen, Manaus |                          |
|                                | Jyoeldry Parra 17' 79' | Reporte   | Nathalie Quezada 6' · Gisela Pino 40' · Karla Torres 60' · Yusmery Ascanio 83' | Árbitra: Yercinia Correa         | Árbitra: Yercinia Correa |

| 26 de noviembre de 2018, 20:30 | Santos                                        | 3:0 (1:0) | JC Sport Girls | Estadio Roberto Simonsen, Manaus |                      |
|                                | Tayla 8' · Alanna 53' · Dani Silva 83' (pen.) | Reporte   |                | Árbitra: Jenny Arias             | Árbitra: Jenny Arias |

### Grupo C
| Equipo         | Pts. | PJ | PG | PE | PP | GF | GC | Dif. |
| -------------- | ---- | -- | -- | -- | -- | -- | -- | ---- |
| Iranduba       | 5    | 3  | 1  | 2  | 0  | 5  | 4  | 1    |
| UAI Urquiza    | 5    | 3  | 1  | 2  | 0  | 3  | 2  | 1    |
| Flor de Patria | 3    | 3  | 1  | 0  | 2  | 4  | 3  | 1    |
| Cerro Porteño  | 2    | 3  | 0  | 2  | 1  | 3  | 6  | −3   |

| 18 de noviembre de 2018, 18:00 | UAI Urquiza             | 1:1 (0:0) | Cerro Porteño   | Arena da Amazônia, Manaus    |                              |
|                                | María Belén Potassa 60' | Reporte   | Karina Vega 89' | Árbitra: Edina Alves Batista | Árbitra: Edina Alves Batista |

| 18 de noviembre de 2018, 20:30 | Flor de Patria       | 1:2 (0:1) | Iranduba                      | Arena da Amazônia, Manaus |                         |
|                                | Joemar Guarecuco 76' | Reporte   | Andressinha 42' · Ludmila 52' | Árbitra: Susana Corella   | Árbitra: Susana Corella |

| 21 de noviembre de 2018, 18:00 | UAI Urquiza            | 1:0 (1:0) | Flor de Patria | Arena da Amazônia, Manaus |                         |
|                                | Mariana Larroquette 8' | Reporte   |                | Árbitra: Adriana Farfán   | Árbitra: Adriana Farfán |

| 21 de noviembre de 2018, 20:30 | Cerro Porteño                          | 2:2 (2:1) | Iranduba                               | Arena da Amazônia, Manaus  |                            |
|                                | Dahiana Bogarín 9' · Amada Peralta 30' | Reporte   | Raquel Fernandes 31' · Andressinha 77' | Árbitra: Elizabeth Tintaya | Árbitra: Elizabeth Tintaya |

| 24 de noviembre de 2018, 18:00 | Iranduba                       | 1:1 (0:0) | UAI Urquiza                    | Estadio Ismael Benigno, Manaus |                      |
|                                | Raquel Fernandes 90+11' (pen.) | Reporte   | Mariana Larroquette 48' (pen.) | Árbitra: Silvia Ríos           | Árbitra: Silvia Ríos |

| 24 de noviembre de 2018, 20:30 | Cerro Porteño | 0:3 (0:2) | Flor de Patria                                              | Estadio Ismael Benigno, Manaus |                        |
|                                |               | Reporte   | Yaritza Lárez 1' · Joemar Guarecuco 24' · Petra Cabrera 87' | Árbitra: Dione Rissios         | Árbitra: Dione Rissios |

### Mejor segundo
El mejor segundo de los tres grupos avanza a las semifinales.
| Equipo      | Gr | Pts. | PJ | PG | PE | PP | GF | GC | Dif. |
| ----------- | -- | ---- | -- | -- | -- | -- | -- | -- | ---- |
| Colo-Colo   | B  | 6    | 3  | 2  | 0  | 1  | 10 | 6  | 4    |
| Audax       | A  | 6    | 3  | 2  | 0  | 1  | 5  | 1  | 4    |
| UAI Urquiza | C  | 5    | 3  | 1  | 2  | 0  | 3  | 2  | 1    |

## Fase final
|  | Semifinales    | Semifinales    | Semifinales |        |                | Final          | Final        | Final        |  |
|  |                |                |             |        |                |                |              |              |  |
|  |                |                |             |        |                |                |              |              |  |
|  | Iranduba       | Iranduba       | 1 (1)       |        |                |                |              |              |  |
|  | Iranduba       | Iranduba       | 1 (1)       |        |                |                |              |              |  |
|  | Atlético Huila | Atlético Huila | 1 (3)       |        |                |                |              |              |  |
|  | Atlético Huila | Atlético Huila | 1 (3)       |        | Atlético Huila | Atlético Huila | 1 (5)        |              |  |
|  |                |                |             |        | Atlético Huila | Atlético Huila | 1 (5)        |              |  |
|  |                |                | Santos      | Santos | 1 (3)          |                |              |              |  |
|  | Santos         | Santos         | Santos      | Santos | 1 (3)          | 3              |              |              |  |
|  | Santos         | Santos         |             |        |                | 3              |              |              |  |
|  | Colo-Colo      | Colo-Colo      | 0           |        |                | Tercer lugar   | Tercer lugar | Tercer lugar |  |
|  | Colo-Colo      | Colo-Colo      | 0           |        |                | Tercer lugar   | Tercer lugar | Tercer lugar |  |
|  |                |                |             |        |                |                |              |              |  |
|  |                |                |             |        |                | Iranduba       | Iranduba     | 1 (2)        |  |
|  |                |                |             |        |                | Iranduba       | Iranduba     | 1 (2)        |  |
|  |                |                |             |        |                | Colo-Colo      | Colo-Colo    | 1 (0)        |  |
|  |                |                |             |        |                | Colo-Colo      | Colo-Colo    | 1 (0)        |  |
|  |                |                |             |        |                |                |              |              |  |

### Semifinales
| 29 de noviembre de 2018, 18:00 | Iranduba                                   | 1:1 (1:0) (1:3 p.)         | Atlético Huila                                       | Arena da Amazônia, Manaus |                         |
|                                | Mayara 26'                                 | Reporte                    | Lucía Martelli 82'                                   | Árbitra: Estela Álvarez   | Árbitra: Estela Álvarez |
|                                |                                            | Tiros desde el punto penal |                                                      |                           |                         |
|                                | Andressinha · Camilinha · Monalisa · Kélen |                            | Carmen Rodallega · Eliana Stabile · Fabiana Vallejos |                           |                         |

| 29 de noviembre de 2018, 20:30 | Santos                      | 3:0 (0:0) | Colo-Colo | Arena da Amazônia, Manaus  |                            |
|                                | Chú 65' 67' · Sandrinha 85' | Reporte   |           | Árbitra: Elizabeth Tintaya | Árbitra: Elizabeth Tintaya |

### Tercer lugar
| 2 de diciembre de 2018, 18:00 | Iranduba                   | 1:1 (1:0) (2:0 p.)         | Colo-Colo                                                         | Arena da Amazônia, Manaus |                          |
|                               | Djeni 44'                  | Reporte                    | Nubiluz Rangel 62'                                                | Árbitra: Yercinia Correa  | Árbitra: Yercinia Correa |
|                               |                            | Tiros desde el punto penal |                                                                   |                           |                          |
|                               | Camilinha · Cris · Ludmila |                            | Nubiluz Rangel · Yastin Jiménez · Nathalie Quezada · Karla Torres |                           |                          |

### Final
| 2 de diciembre de 2018, 20:30 | Atlético Huila                                                                        | 1:1 (0:1) (5:3 p.)         | Santos                                | Arena da Amazônia, Manaus |                         |
|                               | Gavy Santos 47'                                                                       | Reporte                    | Brena 2'                              | Árbitra: Zulma Quiñónez   | Árbitra: Zulma Quiñónez |
|                               |                                                                                       | Tiros desde el punto penal |                                       |                           |                         |
|                               | Carmen Rodallega · Eliana Stabile · Fabiana Vallejos · Aldana Cometti · Yoreli Rincón |                            | Maurine · Camila · Juliete · Angelina |                           |                         |

|                                    |
| Bandera de Colombia                |
| Campeón Atlético Huila 1.er título |

## Estadísticas
A continuación se muestra la tabla de posiciones segmentada acorde a las fases alcanzadas por los equipos.
| Pos. | Equipo            | Pts. | PJ | PG | PE | PP | GF | GC | Dif. | Rend.  |
| ---- | ----------------- | ---- | -- | -- | -- | -- | -- | -- | ---- | ------ |
| 1    | Atlético Huila    | 8    | 5  | 2  | 2  | 1  | 8  | 4  | 4    | 53,33% |
| 2    | Santos            | 13   | 5  | 4  | 1  | 0  | 17 | 2  | 15   | 86,67% |
| 3    | Iranduba          | 7    | 5  | 1  | 4  | 0  | 7  | 6  | 1    | 46,67% |
| 4    | Colo-Colo         | 7    | 5  | 2  | 1  | 2  | 11 | 10 | 1    | 46,67% |
| 5    | Audax             | 6    | 3  | 2  | 0  | 1  | 5  | 1  | 4    | 66,66% |
| 6    | UAI Urquiza       | 5    | 3  | 1  | 2  | 0  | 3  | 2  | 1    | 55,55% |
| 7    | Flor de Patria FC | 3    | 3  | 1  | 0  | 2  | 4  | 3  | 1    | 33,33% |
| 8    | Unión Española    | 3    | 3  | 1  | 0  | 2  | 2  | 5  | −3   | 33,33% |
| 9    | Peñarol           | 3    | 3  | 1  | 0  | 2  | 2  | 7  | −5   | 33,33% |
| 10   | JC Sport Girls    | 3    | 3  | 1  | 0  | 2  | 3  | 10 | −7   | 22,22% |
| 11   | Cerro Porteño     | 2    | 3  | 0  | 2  | 1  | 3  | 6  | −3   | 22,22% |
| 12   | Deportivo ITA     | 0    | 3  | 0  | 0  | 3  | 4  | 13 | −9   | 0%     |

### Goleadoras
| Jugadora            | Equipo         | Goles |
| ------------------- | -------------- | ----- |
| Brena               | Santos         | 4     |
| Alanna              | Santos         | 3     |
| Karla Torres        | Colo-Colo      | 3     |
| Maitte Zamorano     | Deportivo ITA  | 2     |
| Jyoeldry Parra      | Deportivo ITA  | 2     |
| Andressinha         | Iranduba       | 2     |
| Raquel Fernandes    | Iranduba       | 2     |
| María               | Santos         | 2     |
| Chú                 | Santos         | 2     |
| Sandrinha           | Santos         | 2     |
| Yessenia Huenteo    | Colo-Colo      | 2     |
| Nubiluz Rangel      | Colo-Colo      | 2     |
| Joemar Guarecuco    | Flor de Patria | 2     |
| Mariana Larroquette | UAI Urquiza    | 2     |
| Eliana Stabile      | Atlético Huila | 2     |